# Pleuretra intermedia
Pleuretra intermedia is een raderdiertjessoort uit de familie Philodinidae. De wetenschappelijke naam van deze soort is voor het eerst geldig gepubliceerd in 1938 door Bartoš.